# Janusz Jania
Janusz Jania (ur. 7 kwietnia 1972) – polski kierowca wyścigowy, wielokrotny mistrz Polski w wyścigach górskich.

## Biografia
W 1999 roku zadebiutował Peugeotem 205 Rallye w RSMP. Zajął drugie miejsce w klasie w Rajdzie Zimowym, a na koniec sezonu został sklasyfikowany na szóstej pozycji w grupie A6. W roku 2000 rywalizował na rajdowych trasach Fiatem Seicento. W tym samym roku zadebiutował Peugeotem 205 w GSMP. zdobywając trzecie miejsce w klasie H-1600, a także Estonią w WSMP. W następnych latach skoncentrował się na uczestnictwie w wyścigach górskich. W roku 2001 został wicemistrzem Polski w klasie H-1600. Rok później zmienił samochód na Mitsubishi Lancera Evo VI i został wicemistrzem Polski w grupie N, powtarzając to osiągnięcie rok później. Od roku 2005 uczestniczył Alfą Romeo 156. Uzyskał wówczas tytuł mistrza Polski w grupie N, a w latach 2005–2007 również mistrzostwo w klasie N-2000. W 2008 roku zdobył trzecie miejsce w klasyfikacji grupy N oraz klasy N-2000, a rok później – wicemistrzostwo w klasie N-2000. W 2012 roku ponownie został wicemistrzem w klasie N-2000. W latach 2013–2014 nie rywalizował w wyścigach górskich, powracając do tych zawodów w sezonie 2015 (BMW M3) i uzyskując trzecie miejsce w grupie C7. Rok później rozpoczął korzystanie z Hondy Integry. Został wtedy mistrzem w klasie A-2000 oraz wicemistrzem w grupie A. W roku 2017 ponownie zdobył mistrzostwo w klasie A-2000.

## Wyniki w Polskiej Formule 3
| Legenda oznaczeń w tabelach wyników Wyświetl szablon na nowej stronie | Legenda oznaczeń w tabelach wyników Wyświetl szablon na nowej stronie                                                                     |
| Oznaczenie                                                            | Wyjaśnienie |
| --------------------------------------------------------------------- | --- |
| Złoty                                                                 | Zwycięzca lub mistrzostwo |
| Srebrny                                                               | 2. miejsce lub wicemistrzostwo |
| Brązowy                                                               | 3. miejsce lub II wicemistrzostwo |
| Zielony                                                               | Ukończył, punktował (w klasyfikacji generalnej, gdy zdobył co najmniej jeden punkt na przestrzeni sezonu, poza trzema powyższymi opcjami) |
| Niebieski                                                             | Ukończył, nie punktował (w klasyfikacji generalnej, gdy nie zdobył co najmniej jednego punktu na przestrzeni sezonu)                      |
| Czerwony                                                              | Nie zakwalifikował się (NZ) |
| Czerwony                                                              | Nie prekwalifikował się (NPK) |
| Różowy                                                                | Nie ukończył (NU) |
| Różowy                                                                | Niesklasyfikowany (NS) (w klasyfikacji generalnej, gdy nie został sklasyfikowany w żadnym wyścigu sezonu)                                 |
| Czarny                                                                | Zdyskwalifikowany (DK) |
| Czarny                                                                | Wykluczony (WYK/EX) |
| Biały                                                                 | Nie wystartował (NW) |
| Biały                                                                 | Kontuzjowany (K/INJ) |
| Biały                                                                 | Wyścig odwołany (OD/C) |
| Bez koloru                                                            | Został wycofany (WYC/WD) |
| Bez koloru                                                            | Nie przybył (NP/DNA) |
| Bez koloru                                                            | Nie brał udziału w treningach (NT/DNP) |
| Bez koloru                                                            | Nie został zgłoszony (–) |
| Pogrubienie                                                           | Start z pole position |
| Kursywa                                                               | Najszybsze okrążenie wyścigu |
| †                                                                     | Nie ukończył, ale jego rezultat został zaliczony ze względu na przejechanie więcej niż 90% dystansu wyścigu.                              |
| *                                                                     | Sezon w trakcie |
| 1/2/3                                                                 | Punktowana pozycja w sprincie kwalifikacyjnym                                                                                             |
| Lista systemów punktacji Formuły 1                                    | |

| Rok  | Zespół                  | Samochód | Silnik | Wyniki w poszczególnych eliminacjach | Wyniki w poszczególnych eliminacjach | Wyniki w poszczególnych eliminacjach | Wyniki w poszczególnych eliminacjach | Wyniki w poszczególnych eliminacjach | Wyniki w poszczególnych eliminacjach | Wyniki w poszczególnych eliminacjach | Pkt. | Msc. |
| ---- | ----------------------- | -------- | ------ | ------------------------------------ | ------------------------------------ | ------------------------------------ | ------------------------------------ | ------------------------------------ | ------------------------------------ | ------------------------------------ | ---- | ---- |
| 2000 |                         |          |        | Polska                               | Polska                               | Polska                               | Polska                               | Polska                               | Polska                               | Polska                               | 20   | 10   |
| 2000 | Automobilklub Krakowski | Estonia  |        | -                                    | -                                    | -                                    | -                                    | -                                    | 8                                    | 7                                    | 20   | 10   |